# حشيشة المبارك متغايرة الثمار
حشيشة المبارك متغايرة الثمار (الاسم العلمي:Geum heterocarpum) هي نوع من النباتات تتبع جنس حشيشة المبارك من الفصيلة الوردية.